# Мемфіс (Алабама)
Мемфіс (англ. Memphis) — місто (англ. town) в США, в окрузі Пікенс штату Алабама. Населення — 29 осіб (2010).

## Географія
Мемфіс розташований за координатами 33°8′13″ пн. ш. 88°18′21″ зх. д. / 33.13694° пн. ш. 88.30583° зх. д. (33.137044, -88.305942).  За даними Бюро перепису населення США в 2010 році місто мало площу 1,01 км², з яких 1,00 км² — суходіл та 0,01 км² — водойми.

## Демографія
Згідно з переписом 2010 року, у місті мешкало 29 осіб у 15 домогосподарствах у складі 7 родин. Густота населення становила 29 осіб/км².  Було 22 помешкання (22/км²).
Расовий склад населення:
| - 100,0 % — чорних або афроамериканців |

До двох чи більше рас належало 0,0 %. Частка іспаномовних становила 0,0 % від усіх жителів.
За віковим діапазоном населення розподілялося таким чином: 17,2 % — особи молодші 18 років, 51,8 % — особи у віці 18—64 років, 31,0 % — особи у віці 65 років та старші. Медіана віку мешканця становила 47,8 року. На 100 осіб жіночої статі у місті припадало 107,1 чоловіків;  на 100 жінок у віці від 18 років та старших — 71,4 чоловіків також старших 18 років.
За межею бідності перебувало 60,5 % осіб, у тому числі 100,0 % дітей у віці до 18 років та 65,0 % осіб у віці 65 років та старших.
Цивільне працевлаштоване населення становило 6 осіб. Основні галузі зайнятості: сільське господарство, лісництво, риболовля — 100,0 %.